# Matthias Leopold Stupić
Matthias Leopold Stupić, ungarisch Stupics, englisch Stupich, in den Quellen auch Stupitz, in der Literatur meist Stupicz (* ca. 1732 in Karlovac; † 20. August 1794 in Charleston, South Carolina), war ein kroatischer Mediziner und Botaniker, der 1783–1785 an der von Joseph II. finanzierten Expedition in die USA teilnahm und sich dann als Arzt dort niederließ.

## Leben
In der Literatur über die sogenannte Märter-Expedition wird Stupić irrtümlich als „junger Botaniker“ bezeichnet. Dabei war er schon 50 Jahre alt, als er 1782 von den Professoren Matthäus Collin, Nikolaus Joseph von Jacquin und Maximilian Stoll in Wien zum Doktor der Medizin promoviert wurde. Über das erste halbe Jahrhundert seines Lebens ist nichts bekannt. Sein Vorgesetzter und Medizinerkollege Franz Joseph Märter schrieb, dass Stupić „nur der rohesten Erziehung genoß“. Vorstellbar wäre, dass er vor dem späten Studium Regimentsfeldscher in der k. k. Armee gewesen war.

### Von Joseph II. nach Amerika entsandt
Von den Mitgliedern des Expeditionsteams wurden Märter, Professor für Naturgeschichte und Landwirtschaft, und der wissenschaftliche Illustrator Bernhard Albrecht Moll vom Mineralogen Ignaz von Born ausgewählt, die Gärtner Franz Boos und Franz Bredemeyer von Hofgärtner Ryk van der Schot. Der Mineraloge Karl Haidinger verzichtete auf die Teilnahme, als Born Märter zum Expeditionsleiter bestimmte. Der vom Botaniker Jacquin vorgeschlagene Swibert Burkhard Schiverek zog die akademische Laufbahn vor. Darauf empfahl Jacquin, Stupić, der mehrere Jahre lang seine Vorlesungen besucht habe, zum Stellvertreter Märters zu machen. Born aber war mit dieser Wahl nicht einverstanden, weil Stupić „von keinem andern Theil der Naturgeschichte auch nur die mindeste Kenntnis hat“. Übrigens konnte dieser neben Kroatisch (Kajkavisch) zwar Ungarisch, Deutsch, Latein und drei weitere Sprachen (Štokavisch, Čakavisch, Slowenisch?), aber weder Französisch noch Englisch.

### Unberechenbarer Atlantik

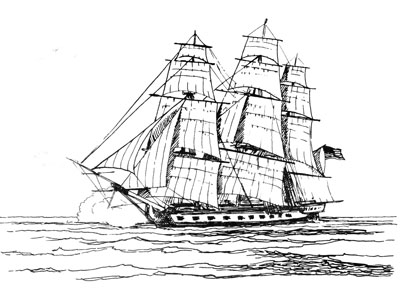
Amerikanische Fregatte, 1776

Im April/Mai 1783 fuhren die Expeditionsteilnehmer von Wien nach Brüssel, wobei Stupić ein erhaltenes Tagebuch führte. Nach einem Aufenthalt in Paris setzten sie im August/September an Bord der amerikanischen Fregatte General Washington von Le Havre nach Philadelphia über. Dabei erlebten sie drei schwere Stürme. Laut Moll wollte Stupić fast sterben, winselte und betete; laut Märter schimpfte er auf seine Berufskollegen, weil sie Seereisenden nicht wenigstens ein Jahr vor Abfahrt Schaukelübungen verordneten, um sie auf das Schlingern des Schiffes vorzubereiten.
Wie Moll betrachtete auch Stupić das Forschungsunternehmen von Anfang an als Gelegenheit zur Auswanderung. Schon kurz nach der Ankunft in Philadelphia suchte er hinter Märters Rücken über Vizestaatskanzler Johann Philipp Graf Cobenzl um die Erlaubnis nach, sich in den USA niederlassen zu dürfen. Märter, der offensichtlich wenig von seinem Stellvertreter hielt, meinte ironisch, mit der Abtretung eines „so wichtigen Mannes“ würde der Kaiser den jungen Staat bestimmt zu Dank verpflichten.
Weil die separat verschiffte Ausrüstung für die Weiterreise verspätet eintraf, hatte Stupić noch spät im Jahr in der Umgebung von Philadelphia Samen zu sammeln. Im November wurde er mit Boos als Vorauskommando per Schiff nach Charleston entsandt, so dass er sich erneut den Gefahren des Atlantiks ausliefern musste. Während zweieinhalb Monaten führte er nun ein weiteres erhaltenes Tagebuch. Darin beschreibt er eine Nacht an Bord, in der er fünfmal im Bett „von den Wellen getauft“ worden sei. Am folgenden Morgen seien alle seekrank gewesen. Er aber habe sich heiße Schokolade zubereitet und zu Mittag Pökelfleisch gekocht. In Charleston richtete Stupić ein neues Standquartier für die Expedition ein und begann zu botanisieren. Im Dezember trafen dann, ebenfalls zu Schiff, Moll und Bredemeyer dort ein, im Januar 1784 Märter und der deutsche Naturforscher Johann David Schöpf, welche die Strecke zu Pferd zurückgelegt hatten.

### Begegnung mit einem Alligator

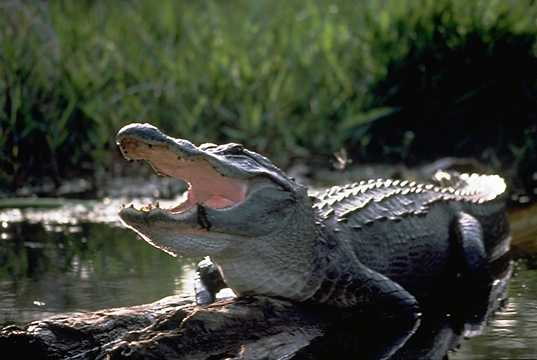
Mississippi-Alligator

John Andre und Hartmut Froeschle nennen Stupić einen „trockenen und humorlosen Individualisten“ bzw. einen „introvertierten Einzelgänger“. Dem zitierten Tagebuch entnehmen sie aber auch, dass er trotz seiner Klagen über das kalte Wetter und den Regen mehr Ausdauer an den Tag legte als die viel jüngeren Gärtner. Diese weigerten sich manchmal, ihm in das feuchte und sumpfige Buschland von South Carolina zu folgen, so dass er allein sammeln ging. Als tief religiöser Mann besuchte er alle Kirchen von Charleston. Auch suchte er auf dem Marktplatz nach interessanten Landesprodukten und machte viele kurze und einige längere Ausflüge in benachbarte Gebiete.
Laut Helene M. Kastinger Riley vermitteln Stupićs tägliche Aufzeichnungen interessante Einblicke in das wirtschaftliche Leben in und um Charleston im Nachkriegswinter 1783/1784. Auf der Suche nach Pflanzen und Samen, wateten er und Boos durch knietiefen Schmutz und verbrachten einige bitterkalte Nächte ohne ein Feuer oder Decken auf dem nackten Boden ländlicher Wirtshäuser. In der Wildnis Lebensmittel zu erhalten, war unmöglich, und weil sie von den 800 Talern in Banknoten, die Märter Stupić mitgegeben hatte, nur 50 Taler in lokale Währung wechseln konnten, aßen sie auch im Wirtshaus wenig.
Im Januar versuchte Stupić mit den Gärtnern mehrere Tage lang, auf dem Copper River zum Lake Moultrie zu gelangen. Da aber die Schaluppe, auf der sie fuhren, wegen Wind und Gezeiten nicht vorwärts kam, stieg er aus und ging am Ufer weiter. Dabei stieß er auf ein Exemplar der Mississippi-Alligatoren, die vier Meter lang werden können – sie stellen in der erwähnten Gegend noch heute eine Gefahr dar. Bis auf seinen Wanderstab ohne Waffe und in Buschland, wo er sich nicht hätte wehren können, blieb Stupić nur der Rückzug.
Als Märter in Charleston eintraf, wollte er als Nächstes die Carolinas und Westflorida bereisen und Stupić mit einem Gärtner auf die Bahamas senden. Doch fuhr er dann im März selber mit Schöpf und Boos nach dieser Inselgruppe. Als Grund nannte er Cobenzl gegenüber, dass Stupić „seiner grossen polÿglottischen Kenntniß ungeachtet“ noch nicht genügend Englisch könne. Da man aber in Nordamerika weder Ungarisch noch Kroatisch spreche, habe er ihn nach North Carolina geschickt, wo es einige wenige Deutsche gebe. Weiter klagte Märter, Stupić mache nicht selten durch Ungeschicklichkeit und merkwürdiges Verhalten die ganze Expedition lächerlich. Er fühle sich betrogen, weil er nach dem Wechselkurs von Charleston und nicht nach jenem von Wien bezahlt werde, und schimpfe dauernd über seine Aufgabe, ja sogar über den Kaiser, was dem Ansehen der Mission schade. Schließlich berichtete Märter, er habe Stupić den ersten Transport von Sammelgut nach Wien anvertrauen wollen, ihn dann aber durch Bredemeyer ersetzt, weil Stupić sich nicht auf die Pflanzenpflege verstehe.
Nach Angaben des Sohnes von Boos, der offensichtlich Ressentiments gegen seinen ehemaligen Vorgesetzten Stupić hatte, zeichnete Johann Wilhelm Ridler später ein ungünstiges Bild des Letzteren: „Stolz auf seine Doctorswürde betrachtete er seine Lage bey den vielen Entbehrungen, denen er sich unterziehen mußte, (als) tief unter seinem Rang; als er aber auch noch seekrank wurde, verwünschte er in einem verdorbenen Deutsch, mit kroatischen Flüchen vermischt, die Stunde, in der er den Entschluß gefaßt, diese Reise zu unternehmen, so daß er weit mehr ein Gegenstand des Gelächters, als des Mitleids der Matrosen wurde, die ihn nur den Dr. Stupid genannt. Stupicz wünschte auch in den Wäldern Amerika’s ein weiches Bett, und rief manchmal aus: „Wer wird denn, ohne gefrühstückt zu haben, mit Pflanzensammeln sich abmühen?“ Er schauderte bey dem Gedanken, welche Beschwerden und Gefahren ihn auf der Rückreise erwarten (würden), und entschloß sich daher, lieber in Amerika zu bleiben (…)“ Dieser Bericht aus dritter Hand sollte mit Vorsicht genossen werden, was in der Vergangenheit nicht immer geschah.

### Niederlassung als Arzt in Charleston

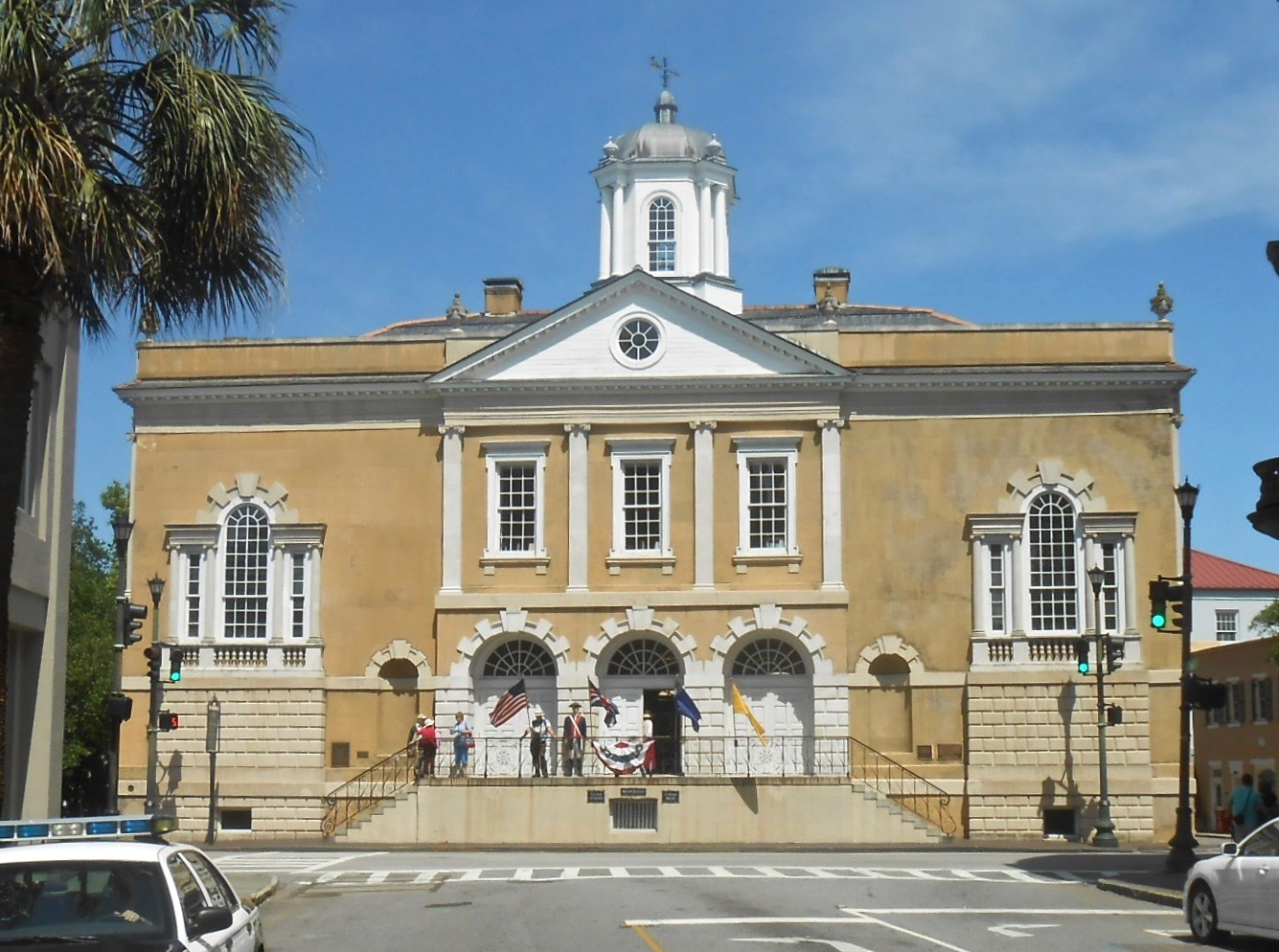
Börse in Charleston, erbaut 1771

Zusammen mit den übrigen Forschern bestätigte Stupić, den Moll als einzigen nicht porträtierte, in einer schriftlichen Erklärung, dass der Maler im September 1784 das Expeditionsteam ohne Erlaubnis verließ und sich als Zeichenlehrer und Silhouettenschneider in Charleston etablierte. Wie erwähnt, wollte aber auch Stupić selber in den USA bleiben, laut Born besonders deshalb, weil er nach seiner Rückkehr keine Anstellung in Aussicht hatte. Joseph II. hingegen sah die Schuld am Auseinanderfallen des Teams bei dessen Leiter und ließ Moll und Stupićs deshalb anbieten, das Sammeln von Mineralien, Pflanzen und Tieren in Süd- und Nordamerika unabhängig von Märter fortzusetzen. Aber sie waren nicht mehr umzustimmen. Als Stupić im folgenden Jahr doch einen Transport nach Wien begleiten sollte, verweigerte er den Befehl und ließ sich wie Moll in Charleston nieder, wo er eine Arztpraxis eröffnete.
Der in South Carolina besonders verbreiteten Sklavenwirtschaft stand in Charleston ein entwickeltes Kulturleben der weißen Oberschicht aus Kaufleuten und Plantagenbesitzern gegenüber. Mit 16 000 Einwohnern, worunter vielen Deutschsprachigen, nahm die Stadt nach New York, Philadelphia und Boston den vieren Rang in den USA ein. Stupić lebte dort noch neun Jahre. Er praktizierte erfolgreich, hatte aber Prozesse gegen säumige Zahler zu führen. Sein Nachlassverwalter setzte ihm auf dem Friedhof der katholischen Kirche Saint Mary of the Annunciation einen bis heute erhaltenen Grabstein mit nachstehender lateinischer Inschrift:

„Hier liegt begraben im Herrn Matheus Leopoldus Stupich, Katholik, Siebenbürger, Doktor der Medizin. Sehr kundig der Botanik, in der er neue Entdeckungen machte, wurde er von Kaiser Joseph dem Zweiten nach Amerika entsandt. Er starb am 20. August 1794 in seinem 62. Altersjahr. Diese rohe Gabe der Freundschaft ließ Johannes Jacobus Kalckoffen anfertigen.“

Die Verwechslung von Matthias und Matthäus ist auf die gleiche Schreibung dieser Vornamen im Englischen zurückzuführen, jene von Kroatien und Siebenbürgen auf die Namensähnlichkeit von Karlstadt (Karlovac) und Karlsburg (Alba Iulia). Welche botanischen Entdeckungen Stupić machte, ist nicht bekannt, da Jacquin in seinem Prachtwerk über die Pflanzen des kaiserlichen Gartens in Schönbrunn die Namen der Sammler verschwieg.